# Königlich Bayerisches 11. Feldartillerie-Regiment
Das 11. Feldartillerie-Regiment war ein Artillerieregiment der Bayerischen Armee.

## Geschichte
Das Regiment wurde am 1. Oktober 1901 mit zwei Abteilungen bestehend aus fünf Batterien am Standort Würzburg errichtet. Der Regimentsstab, der Stab der I. Abteilung sowie die 1. und 2. Batterie wurden neu aufgestellt. Die II. Abteilung mit 3. und 4. Batterie wurden dem 2. Feldartillerie-Regiment entnommen. Erst im Jahre 1912 sollte das Regiment seine volle Stärke von sechs Batterien erreichen.
Zunächst war das Regiment in Würzburg in der Faulenberg-Kaserne beim 2. Feldartillerie-Regiment untergebracht. 1907/08 wurde dann die Mainau-Kaserne am linken Mainufer unterhalb der Luitpoldbrücke errichtet, in die das Regiment in den nächsten Jahren einzog. Heute ist auf diesem Gelände die III. Abteilung der Bayerischen Bereitschaftspolizei (III. BPA) untergebracht.
Gemeinsam mit dem 2. Feldartillerie-Regiment bildete es die 4. Feldartillerie-Brigade, die der 4. Division unterstellt war.

### Erster Weltkrieg
Das Regiment machte am 2. August 1914 mobil und nahm an den Grenzgefechten sowie der Schlacht in Lothringen und den Kämpfen vor Nancy-Épinal teil. Am 26. September 1914 wurde das Regiment unter dem Kommando der 4. Infanterie-Division gegen die vor Bapaume und Albert angreifenden drei französischen Territorial-Divisionen des General Brugère in Stellung gebracht und hatte durch zielsicheres, zusammengefasstes Feuer wesentlichen Anteil an der Zerschlagung der französischen Truppen. Daran schloss sich die Schlacht bei Ypern an. Zum 5. Januar 1915 gab es je zwei Geschütze der 4. und 6. Batterie zur Aufstellung des Reserve-Feldartillerie-Regiments 5 ab. Auch im März und Mai 1915 war das Regiment wieder von Abgaben betroffen. Je zwei Geschütze der 1. und 3. Batterie schieden für Neuaufstellungen aus. Im Laufe des Jahres nahm das Regiment an der Frühjahrs- und Herbstschlacht bei La Bassée und Arras teil und kämpfte 1916 in der Schlacht an der Somme. Von Ende Februar bis Ende Juni 1917 war das Regiment der 4. Infanterie-Division direkt unterstellt und war anschließend bis Kriegsende bei der Heeresfeldartillerie. Es beteiligte sich neben dem Stellungskrieg u. a. an den Schlachten bei Messines, Cambrai und um den Kemmelberg.

### Verbleib
Nach dem Waffenstillstand von Compiègne marschierten die Reste des Regiments in die Heimat zurück. Nach dem Eintreffen wurden die I. und III. Abteilung in Rimpar, die II. Abteilung in Estenfeld ab 1. Dezember 1918 zunächst demobilisiert und das Regiment zum 1. Juni 1919 aufgelöst. Aus Teilen bildeten sich verschiedene Freiformationen. So die 1. Volkswehr-Batterie, auch bekannt als Batterie Lutz, die Freiwilligen-Batterie Steinbauer und die 3. Volkswehr-Batterie. Die ersten beiden Einheiten gingen im Reichswehr-Artillerie-Regiment 23 der Vorläufigen Reichswehr auf.
Die Tradition übernahm in der Reichswehr durch Erlass des Chefs der Heeresleitung General der Infanterie Hans von Seeckt vom 24. August 1921 die 1. Batterie des 7. (Bayerisches) Artillerie-Regiments in Landsberg am Lech. In der Wehrmacht führte die II. Abteilung des Artillerieregiments 93 die Tradition fort.
Der Elferweg in Würzburg ist nach dem Regiment benannt.

### Kommandeure
| Dienstgrad     | Name                            | Datum                                 |
| -------------- | ------------------------------- | ------------------------------------- |
| Oberstleutnant | Alfred von Kesling              | 01. bis 25. Oktober 1901              |
| Oberstleutnant | Ludwig Steindel                 | 26. Oktober 1901 bis 19. August 1905  |
| Major          | Philipp Buchler                 | 20. August 1905 bis 15. Februar 1907  |
| Major          | Konrad Krafft von Dellmensingen | 16. Februar 1907 bis 15. Oktober 1908 |
| Oberstleutnant | August Usselmann                | 16. Oktober 1908 bis 11. März 1913    |
| Oberstleutnant | Ludwig Seeger                   | 12. März 1913 bis 11. Januar 1917     |
| Major          | Konstantin Dichtel              | 20. Januar 1917 bis 25. Januar 1919   |
| Oberstleutnant | Emil Beckh                      | 26. Januar bis 1. Juni 1919           |